# Palais des congrès de San Diego
Le San Diego Convention Center est le principal palais des congrès de San Diego, en Californie. Il est situé au centre-ville de San Diego, au 111 West Harbor Drive. Le centre est géré par la San Diego Convention Center Corporation, une société d'intérêt public à but non lucratif créée par la ville de San Diego. 